# Cà de' Cervi
Cá de' Cervi è una frazione del comune cremonese di Derovere posta a nord del centro abitato.

## Storia
La località era un piccolo villaggio agricolo di antica origine del Contado di Cremona con 78 abitanti a metà Settecento.
In età napoleonica, dal 1810 al 1816, la Cá dei Cervi fu frazione di Pieve San Giacomo, recuperando l'autonomia con la costituzione del Regno Lombardo-Veneto.
Nel 1823 però, anche i governanti tedeschi si convinsero che la piccolezza di questa comunità non poteva più supportare la vita municipale, e decisero di annettere il paesino al comune di Cà de' Bonavogli, che poi decenni dopo si unirà a sua volta a Derovere.

## Monumenti e luoghi di interesse

### Architetture religiose
- Santuario di Santa Maria Madre della Parola Divina